# Грамон, Антуан-Антонен де
Герцог Антуан-Антонен де Грамон (фр. Antoine-Antonin de Gramont; 19 апреля 1722 — 17 апреля 1801), пэр Франции — французский аристократ, также известный как Антуан VII де Грамон.

## Биография
Сын герцога Луи де Грамона и Женевьевы де Гонто.
По праву субституции принял фамилии Ор, Астер, Тулонжон и Сен-Шерон. Суверен Бидаша в Наварре, сеньор и граф де Гиш и де Лувиньи в Гиени и Лабуре, виконт д'Астер в Бигорре, барон Леспара и других земель, глава рода Грамонов.
Первоначально титуловался графом де Л'Эспаром. Знаменный дворянин полка Французской гвардии (30.10.1735), 16 февраля 1738 получил в нем роту.
18 февраля 1739 по случаю женитьбы стал герцогом по патенту и принял титул герцога де Л'Эспара. 21 февраля 1740 получил под командование полк Бурбонне и оставил гвардейскую роту. Командовал полком в Вестфальской армии, на Богемской границе, при обороне баварских крепостей и берегов Рейна в 1741—1743 годах, при осадах Менена, Ипра и Фюрна, и в Куртрейском лагере в 1744 году, и в Нижнерейнской армии в 1745 году. Бригадир (1.05.1745).
После гибели отца в битве при Фонтенуа стал герцогом де Грамоном и пэром Франции. 15 мая 1745 был назначен губернатором и генеральным наместником Наварры и Беарна, а также отдельно губернатором Байонны и По. Принес присягу за эти должности 28 ноября.
В феврале 1746 сложил командование полком и оставил военную службу. Был принят в Парламенте в качестве пэра Франции 29 августа 1749.
Княжество Бидаш, находившееся под управлением его брата графа де Грамона было присоединено к Франции во время революции, замок Бидаш был в 1794 году конфискован республиканскими властями и превращен в военный госпиталь, а в 1796 году был уничтожен пожаром.

## Семья
1-я жена (1.03.1739): Мари-Луиза-Виктуар де Грамон (26.07.1723—11.01.1756), старшая дочь и наследница герцога Луи-Антуана-Армана де Грамона и Луизы-Франсуазы д'Омон де Креван д'Юмьер. От матери унаследовала прежнее герцогство (ставшее «сирством», sirerie) Юмьер в Артуа, графство Монши и другие земли в Пикардии. Приходилась мужу двоюродной сестрой
Дети:
- Луи-Антуан-Арман (17.09.1746—23.05.1795), граф де Гиш, герцог де Л'Эспар. Жена (контракт 24.06.1763, брак 27.06): Филиппина-Луиза-Катрин де Ноай (17.09.1745—22.12.1791), дочь герцога Луи де Ноая, маршала Франции, и Катрин-Франсуазы-Шарлотты де Коссе-Бриссак
- Шарль-Антуан-Виктор (18.09.1748—14.10.1750), маркиз д'Юмьер

2-я жена (11.08.1759): Беатрис де Шуазёль-Стенвиль (18.09.1729—17.04.1794), дочь Франсуа-Жозефа де Шуазёля, маркиза де Стенвиля, и Мари-Луизы де Бассомпьер. Канонисса в Ремирмоне. Хозяйка салона в Париже, гильотинирована
Дети:
- дочь (1761 — ум. ребенком), мадемуазель д'Юмьер

3-я жена (24.08.1794): Мари-Генриетта де Мерль (12.06.1768—12.06.1812). Жила в Нормандии с мужем, завещавшим ей свою собственность и владения, доставшиеся ему от сыновей